# François Lecointre (militaire)
Ne doit pas être confondu avec François Lecointre (homme politique).
François Lecointre, né le 6 février 1962 à Cherbourg (Manche), est un militaire de carrière français.
Général d'armée, il est grand chancelier de la Légion d'honneur depuis le 1er février 2023, après avoir été chef d'état-major des armées (2017-2021) et chef du cabinet militaire du Premier ministre (2016-2017).

## Biographie

### Famille et vie privée
François Lecointre est né en 1962 à Cherbourg, d'Yves Urbain Marie Lecointre (1932-1985), capitaine de frégate, qui fut commandant du SNLE Le Redoutable, et de Françoise de Roffignac. L'un de ses grands-pères, officier pendant la Seconde Guerre mondiale, est prisonnier en Allemagne et participe aux combats de la Libération. L'un de ses oncles, Patrick Lecointre, vice-amiral d'escadre, est successivement commandant de la frégate De Grasse (1987-1988), chef du cabinet militaire du Premier ministre (1991-1994) et commandant de la Force d'action navale (1994-1996).
Parlant de l'un de ses oncles maternels, Hélie de Roffignac, mort à l'âge de 23 ans en Algérie, le général Lecointre déclare : « J’ai eu la chance d’avoir dans ma famille un oncle qui incarnait pour moi le héros absolu. Il était mort au champ d’honneur. Dans ma famille il y a des officiers depuis plusieurs générations. Mais la mémoire de cet homme est centrale. Cet oncle que je n'ai jamais connu était l'unique garçon dans la famille de ma mère et le monde ne semblait pas pouvoir continuer après son sacrifice. Lui-même était le fils d’un officier mort des suites de ses blessures lors de la Seconde Guerre mondiale, son grand-père saint-cyrien était décédé d’une balle dans les tranchées »,.
Catholique pratiquant, François Lecointre est marié depuis 1986 et père de quatre filles,.

### Carrière militaire
Après avoir été élève au collège Saint-François-Xavier de Vannes, un établissement jésuite, il rejoint la classe préparatoire du Prytanée national militaire de La Flèche. Il intègre ensuite l’École spéciale militaire de Saint-Cyr en 1984 (promotion général Monclar) puis l'École de l'infanterie en 1987 avant d'incorporer le 3e régiment d'infanterie de marine (3e RIMa) de 1988 à 1991.
Le lieutenant Lecointre est nommé au grade de capitaine le 1er juillet 1991. Il a été engagé en Irak lors de la première guerre du Golfe (1991), en Somalie (1992) et à Djibouti, dans le cadre de l’opération Iskoutir (1991-1993).
De 1993 à 1996, il commande la 1re compagnie de combat du 3e RIMa, basé à Vannes. À ce titre, il participe avec son unité à l’opération Turquoise, en 1994 au Rwanda (dans le cadre du groupement Nord Turquoise),, puis est engagé dans les forces françaises du BATINF 4, sous commandement de la Force de protection des Nations unies (FORPRONU), lors de la guerre de Bosnie-Herzégovine. Le 27 mai 1995, commandant la 1re compagnie du 3e RIMa à Sarajevo, le capitaine Lecointre reprend la tête de l'assaut mené par la section du lieutenant Bruno Heluin, blessé par un éclat au front, pour reprendre le pont de Vrbanja. Cette opération avait été ordonnée par le général Hervé Gobilliard et le colonel Erik Sandahl,,, et elle est à ce jour le dernier combat « baïonnette au canon » de l'armée française. « La reprise du pont de Verbanja restera dans la mémoire de nos armées comme un symbole, celui de la dignité retrouvée, du refus de toutes les humiliations » déclara Jacques Chirac, président de la République française, à Vannes, le 1er juin 1995 lors des obsèques des marsouins Amaru et Humblot tués lors de l'assaut. Ce fait d'armes vaudra au lieutenant Heluin et au capitaine Lecointre d'être faits chevaliers de la Légion d'honneur, par décret du 14 juin 1995.
De 1996 à 1999, il est instructeur aux écoles de Saint-Cyr Coëtquidan (Morbihan), où il forme des élèves officiers à la tactique militaire.
De 1999 à 2001, il est officier stagiaire au Collège interarmées de Défense (aujourd'hui École de guerre). Il sert ensuite à l’état-major de l'Armée de terre, en particulier au sein du bureau de conception des systèmes de forces.
De 2005 à 2007, le colonel Lecointre revient au 3e RIMa en tant que chef de corps et à ce titre commande le groupement tactique interarmes 2 (GTIA2) en Côte d’Ivoire d’octobre 2006 à février 2007 (opération Licorne) dans le cadre de la crise politico-militaire.
De juillet 2007 à juillet 2008, il est stagiaire au Centre des hautes études militaires, puis directeur de la formation de la 58e session. Durant cette période il est également auditeur à l’Institut des hautes études de défense nationale (IHEDN). Il intègre le cabinet du ministre de la Défense en juin 2009, remplissant successivement les missions d'adjoint « terre » et de chef de la cellule « activité et emploi ».
Nommé général de brigade le 1er août 2011, il occupe jusqu'en 2013 le poste de commandant de la 9e brigade d'infanterie de marine à Poitiers. Il commande la mission de formation de l'Union européenne au Mali (EUTM Mali) de janvier à juillet 2013,.
Rejoignant l'état-major de l’Armée de terre en août 2013 en tant que chargé de mission, le général Lecointre est sous-chef d’état-major « performance-synthèse » de 2014 à 2016. Il est promu général de division le 1er janvier 2015.
Chef du cabinet militaire du Premier ministre à partir de septembre 2016 (gouvernements Valls, Cazeneuve puis Philippe),, il est élevé par décret du 19 janvier 2017 du président François Hollande dans la première section des officiers généraux aux rang et appellation de général de corps d'armée le 1er mars suivant.
Le général Lecointre a dirigé par ailleurs la revue d’études militaires, Inflexions (2015-2017).

### Chef d'état-major des armées
Le 19 juillet 2017, il est nommé chef d’état-major des armées par le président Emmanuel Macron — qui le qualifie de « héros reconnu comme tel dans l’armée » —, à la suite de la démission du général de Villiers,, ; il entre en fonction le lendemain de sa nomination et de son élévation aux rang et appellation de général d'armée. Il publie son premier ordre du jour le 21 juillet 2017.

#### Vision stratégique

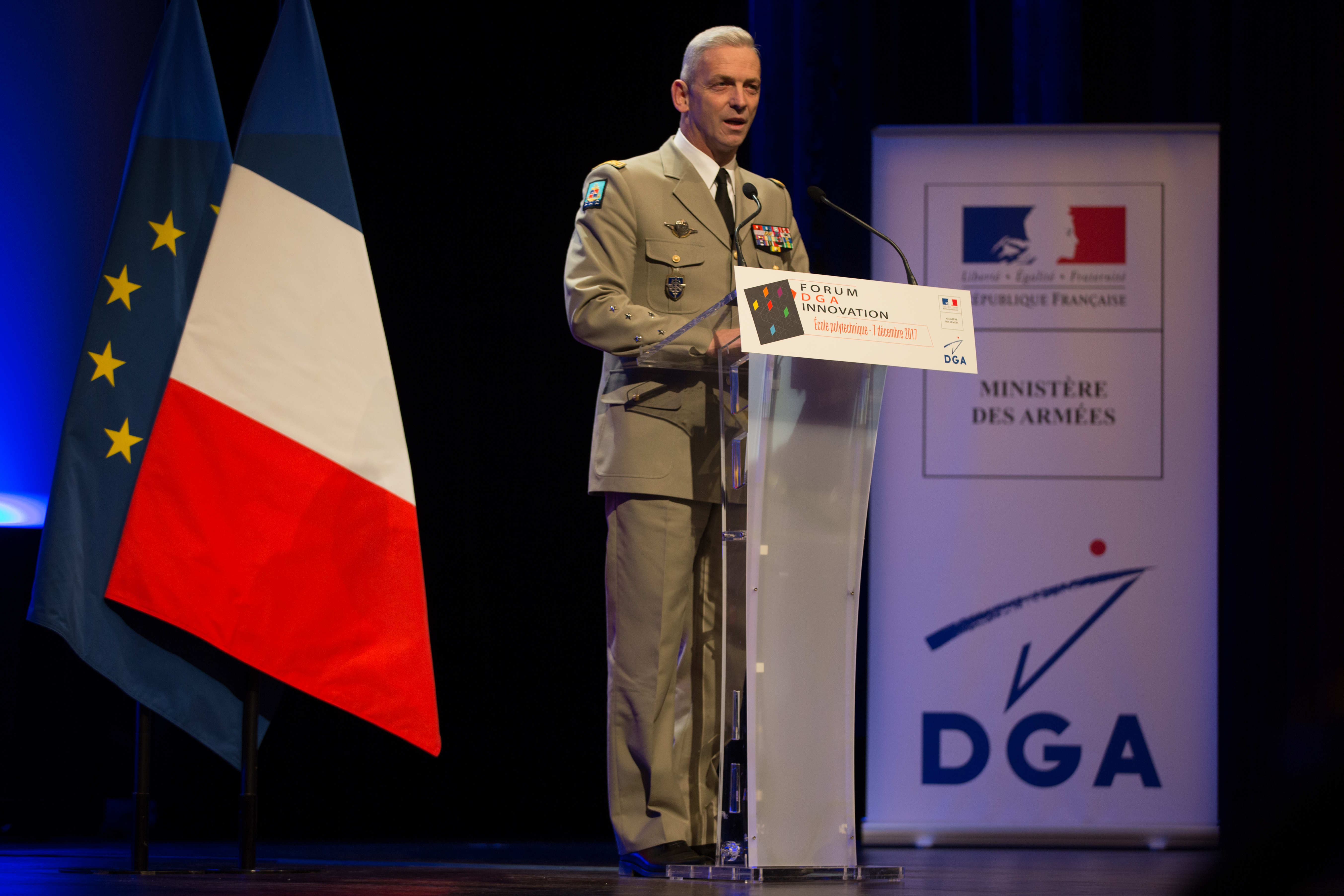
Visite du général d'armée François Lecointre, à l'École polytechnique à l'occasion du forum 2017 de la DGA.

Le 21 février 2018, le général Lecointre s'exprime à l’Assemblée nationale devant la Commission de la Défense nationale et des Forces armées sur le projet de loi relatif à la Programmation militaire pour les années 2019 à 2025. Il y présente sa vision d'un projet de loi qui « porte une double ambition : premièrement, redonner aux armées les moyens de remplir durablement leurs missions ; deuxièmement, les préparer aux défis de demain et initier une véritable modernisation de l’outil militaire. »

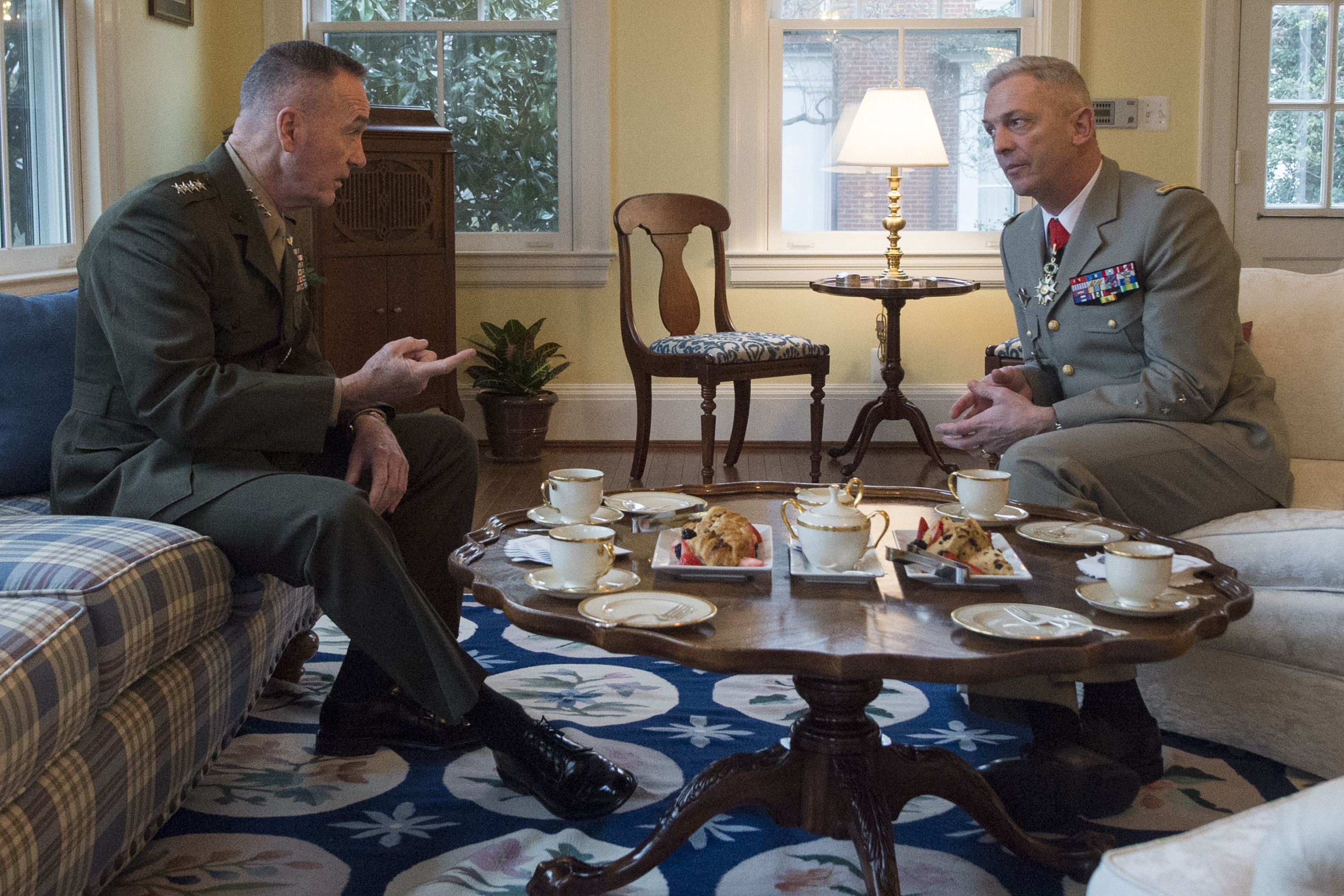
Entretien entre le général d'armée François Lecointre et le général Joseph Dunford, chef d'état-major des armées des États-Unis, à Washington le 2018-02-12.

Lors d'une audition devant la même Commission consacrée aux opérations extérieures (17 juillet 2018), le général Lecointre déclare : « Dans un monde en état de crise permanent lié aux enjeux énergétiques et environnementaux, d’une part, et à l’explosion démographique, d’autre part » et soumis à « une hausse de la conflictualité », il est nécessaire de procéder selon les « grands principes de la guerre que vous connaissez pour avoir lu les écrits du maréchal Foch. Pour rappel, le premier principe de la guerre est celui de la concentration des efforts, à l’endroit et au moment choisis. La concentration des efforts repose sur deux principes subséquents, l’économie des moyens, qui permet d’agir au bon moment, et la liberté d’action, qui permet d’agir au bon endroit. »
Le chef d’état-major des armées a exposé les orientations de sa vision stratégique pour les forces armées françaises, dans un document rendu public le 21 septembre 2018. Cette vision stratégique - Pour une singularité positive - trouve sa « traduction concrète, rapide et pertinente » dans le Plan stratégique des armées 2019 - 2021, présenté le 27 mars 2019 par le général Lecointre.

#### Polémique sur la «tribune des généraux»

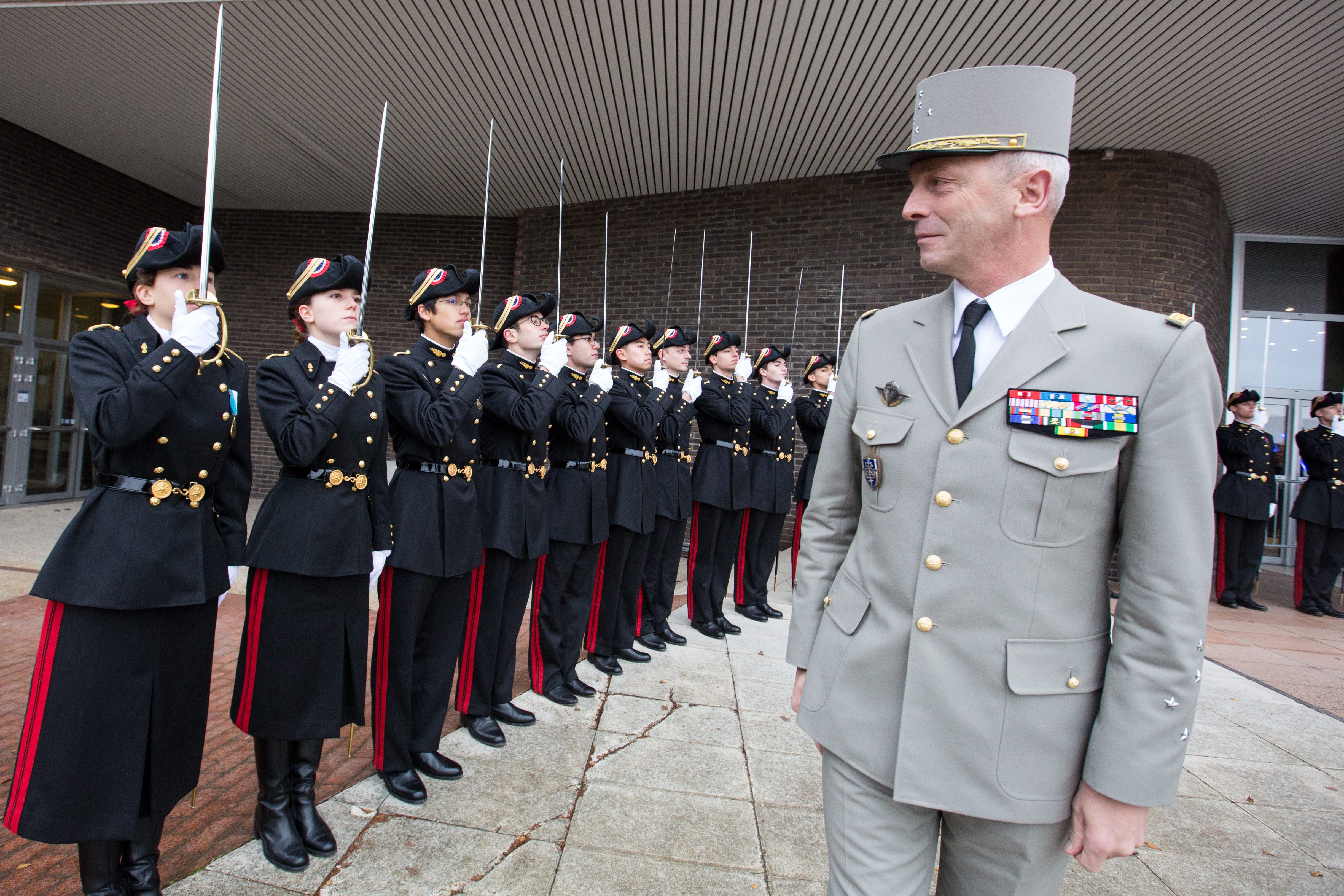
Visite du général d'armée François Lecointre, à l'École polytechnique à l'occasion du forum 2017 de la DGA.

À la suite de la publication d'une tribune signée par des militaires (la quasi-totalité étant à la retraite ou en 2e section, statut spécial pour les généraux qui ne sont plus d’active avant leur retraite définitive), relayée dans le magazine Valeurs actuelles le 21 avril 2021, François Lecointre déclare le 28 avril suivant dans une interview au journal Le Parisien : « Je souhaite la mise à la retraite des officiers signataires,. » Les généraux à la retraite qui évoquent un « délitement » de la France et une future guerre civile pour défendre la civilisation contre « la horde des banlieues » sont « proches de l'extrême droite et de milieux conspirationnistes » du grand remplacement et du Rassemblement national,.
En mai, Valeurs actuelles diffuse sur son site web une seconde tribune adressée au président de la République et présentée comme étant signée par des militaires en service actif et qui s'exprimeraient sous couvert d'anonymat,,. D'après des témoignages recueillis dans les états-majors par le journal La Croix, « la tribune est sujette à caution sur la traçabilité, la crédibilité et la représentativité ». Les militaires dénoncent également « une illégitimité totale à utiliser la marque des armées » des auteurs de la tribune. Le 11 mai 2021, François Lecointre écrit à tous les militaires, en invitant les signataires anonymes du texte polémique à quitter l'armée pour défendre leurs opinions.

#### Départ
Le 13 juin 2021, François Lecointre annonce son départ du poste de chef d'état-major des armées. Il fait son adieu aux armes dans la cour d'honneur des Invalides à Paris le 21 juillet 2021, lors d'une cérémonie présidée par le président de la République Emmanuel Macron. Le lendemain, le général d'armée Thierry Burkhard, chef d'état-major de l'Armée de terre, lui succède.

### Grand chancelier de la Légion d'honneur
Après avoir été élevé à la dignité de grand-croix de la Légion d’honneur, le 18 janvier 2023 par le président Macron,,, François Lecointre est nommé grand chancelier de la Légion d'honneur à compter du 1er février 2023, succédant dans cette fonction au général Benoît Puga.

## Grades militaires
- 1984 : aspirant.
- 1986 : sous-lieutenant.
- 1987 : lieutenant.
- 1991 : capitaine.
- 1er décembre 1996 : chef de bataillon[56].
- 1er décembre 2000 : lieutenant-colonel[57].
- 1er décembre 2003 : colonel[58].
- 1er août 2011 : général de brigade[59].
- 1er janvier 2015 : général de division[29].
- 1er mars 2017 : général de corps d'armée[31].
- 20 juillet 2017 : général d'armée[35].

## Décorations

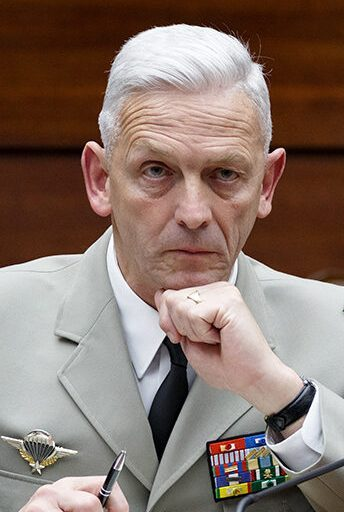
François Lecointre en 2020.

### Françaises
- Grand-croix de la Légion d'honneur en 2023[60] (grand-officier en 2018[61], commandeur en 2014[62], officier en 2006[63], chevalier en 1995[64]).
- Grand-croix de l'ordre national du Mérite en 2023, de droit en qualité de chancelier de l'ordre (commandeur en 2011[65], officier en 2002[66], chevalier en 1990).
- Croix de guerre des Théâtres d'opérations extérieurs, avec une étoile de vermeil (citation à l'ordre du corps d’armée).
- Croix de la Valeur militaire, avec deux étoiles de bronze et une palme de bronze (citation à l'ordre de l’armée, citation à l'ordre de la brigade, citation à l’ordre du régiment).
- Commandeur de l'ordre des Palmes académiques (2023)[67]
- Commandeur de l'ordre du Mérite agricole
- Commandeur de l'ordre du Mérite maritime
- Commandeur de l'ordre des Arts et des Lettres (2023)[68]
- Croix du combattant.
- Médaille d'Outre-Mer, avec quatre agrafes.
- Médaille de la Défense nationale, échelon argent, avec deux agrafes.
- Médaille de reconnaissance de la Nation, avec agrafe.
- Médaille commémorative française, avec agrafe.

### Étrangères
- Médaille de libération du Koweït (en) (Arabie saoudite)
- Commandeur de la Legion of Merit (États-Unis, 2018)
- Médaille de reconnaissance des Forces armées (Gabon)
- Grand officier de l'ordre du Mérite de la République italienne (Italie, 2019)[69]
- Étoile d'or et d'argent de l'ordre du Soleil levant (Japon)[70]
- Médaille de la libération du Koweït (en) (Koweït)
- Commandeur de l'ordre de la Couronne de chêne (Luxembourg)[71]
- Commandeur de l'ordre national du Mali (Mali)
- Grand cordon de l'ordre du Mérite militaire (Maroc)[72]
- Médaille des Nations unies pour ONUSOM II (Organisation des Nations unies)
- Médaille des Nations unies pour UNPROFOR avec agrafe "SARAJEVO" (ONU)
- Médaille du 100e anniversaire de la création de l'état-major de l'armée polonaise (pl) (Pologne)
- Grand-croix de la l'ordre du Mérite militaire portugais (en) (Portugal)[73]
- Médaille d'or de l'ordre de la Valeur militaire (en) (Portugal)
- Commandeur de l'ordre national du Lion du Sénégal (Sénégal)
- Commandeur de l'ordre national du Tchad (Tchad)
- Médaille du service de la Politique européenne de sécurité et de défense Operations Medal pour EUTM Mali avec agrafe "EUTM MALI (Union européenne)
- Médaille du service de la Politique européenne de sécurité et de défense Staff Medal pour EUTM Mali avec agrafe "EUTM MALI" (UE)

## Publications
- François Lecointre (dir.), Le soldat : XXe – XXIe siècle, Paris, Gallimard, coll. « Folio Histoire », 2018, 443 p. (ISBN 978-2-07-274813-4). Préfacé par l’historien Jean-Pierre Rioux, cet ouvrage collectif réunit une sélection d’articles tirés de la revue Inflexions. Civils et militaires : pouvoir dire, dont François Lecointre a été le directeur de publication.
- Entre guerres, Gallimard, 2024[74] — Prix Jacques-de-Fouchier 2024 de l'Académie française, Prix Erwan Bergot 2024[75], Prix Aujourd'hui 2024[76]

## Écrits et conférences
- « Intervention du général Bachelet et du colonel Lecointre », Commission armée - jeunesse, 4 décembre 2003, dans : Them@doc, Citoyenneté et défense, CNDP, mai 2004, p. 97-104.
- Laurent Caillard, Éric Chaffard-Luçon, François Lecointre, Bernard Schuler, Civilianisation de la défense (résumé et introduction), coll. « Chercheurs militaires », no 37, février 2009.
- « Gérer le stress au combat : témoignage du général François Lecointre », Poitiers, Institut géopolitique et culturel Jacques Cartier, 29 mars 2012.
- Général Lecointre, introduction et participation au débat « Conférence sur les enjeux militaires de l’armée française » [vidéo], sur vimeo.com, 2 avril 2012 (durée 1 h 56 min 30 s), Sciences Po (campus de Poitiers).
- Général Lecointre, « Pour une culture armée », Poitiers, Institut géopolitique et culturel Jacques Cartier, 2 avril 2012.
- Général Lecointre, « L'action militaire aujourd'hui : un sens à partager », Poitiers, Institut géopolitique et culturel Jacques Cartier, 21 avril 2012.
- Général Lecointre, « De la fin de la guerre à la fin de l’armée », Poitiers, Institut géopolitique et culturel Jacques Cartier, 5 septembre 2012.
- Général Lecointre, « Le courage du soldat », Poitiers, Institut géopolitique et culturel Jacques Cartier, 15 janvier 2013.
- Général Lecointre, « Mourir pour la France », Poitiers, Institut géopolitique et culturel Jacques Cartier, 8 septembre 2014.
- Général Lecointre, introduction à la journée d’étude « Faire face à la violence », revue Inflexions et Centre de recherche des écoles de Saint-Cyr Coëtquidan, 8 mars 2016.
- Général Lecointre, introduction au colloque « L’autorité dans tous ses états », revue Inflexions, 10 mai 2016.
- Général Lecointre, « La mort donnée et la mort reçue », dans Jean-Pierre Pakula (dir.), Le soldat et la mort, Historien-Conseil, 2019 (ISBN 979-10-95680-14-7), p. 125-132.
- Les Rencontres du Figaro à la Salle Gaveau invité par Alexis Brézet et Vincent Trémolet de Villers[77].
- Rencontre avec François Lecointre, Station Ausone - Mollat, Bordeaux, au sujet de l'ouvrage Entre Guerres, 13 mars 2025.